# A Quiet Place: Day One
A Quiet Place: Day One is een Amerikaanse postapocalyptische horrorfilm uit 2024, geschreven en geregisseerd door Michael Sarnoski. De film is een prequel en een spin-off van A Quiet Place (2018) en het derde deel in de A Quiet Place-filmreeks. De hoofdrollen worden vertolkt door Lupita Nyong'o, Joseph Quinn, Alex Wolff en Djimon Hounsou die zijn rol uit A Quiet Place Part II (2020) opnieuw vertolkt.

## Verhaal
De film speelt zich af voor de eerste film. Een vrouw genaamd Sam moet in New York proberen te overleven na een invasie door bloeddorstige buitenaardse wezens met een extreem gevoelig gehoor.

## Rolverdeling
| Acteur         | Personage |
| -------------- | --------- |
| Lupita Nyong'o | Sam       |
| Joseph Quinn   | Eric      |
| Alex Wolff     | Reuben    |
| Djimon Hounsou | Henri     |

## Productie
In november 2020 kondigde Paramount Pictures een spin-offfilm aan die zich afspeelt in dezelfde wereld als A Quiet Place (2018), met Jeff Nichols als schrijver en regisseur, gebaseerd op een verhaal van John Krasinski. De film is een coproductie tussen Platinum Dunes en Sunday Night Productions. In oktober 2021 verliet Nichols echter het project vanwege creatieve meningsverschillen. In januari 2022 werd aangekondigd dat Michael Sarnoski Nichols zou vervangen als schrijver en regisseur.
De belangrijkste filmopnames gingen op 6 februari 2023 van start in Londen en eindigden op 17 april.

## Release en ontvangst
A Quiet Place: Day One ging op 26 juni 2024 in wereldpremière op het Tribeca Film Festival en werd op 28 juni door Paramount Pictures in de Amerikaanse bioscopen gebracht. De film kreeg overwegend positieve kritieken van de filmcritici, met een score van 86% op Rotten Tomatoes, gebaseerd op 264 beoordelingen.

### Kassaopbrengsten
A Quiet Place: Day One werd in de Verenigde Staten en Canada uitgebracht naast Horizon: An American Saga – Chapter 1 en zou tijdens het openingsweekend naar verwachting 40 à 50 miljoen Amerikaanse dollars opleveren in 3707 bioscopen. De film bracht uiteindelijk 52,2 miljoen dollar op wat het beste openingsweekend van de franchise markeerde en eindigde op de tweede plaats achter Inside Out 2. Op 2 juli 2024 had de film een opbrengst van 57,3 miljoen dollar in de Verenigde Staten en Canada en 45,4 miljoen dollar in andere gebieden, goed voor een wereldwijd totaal van US$ 102,8 miljoen.